# Picota (Abegondo)
Picota (llamada oficialmente A Picota) es una aldea española situada en la parroquia de Abegondo, del municipio de Abegondo, en la provincia de La Coruña, Galicia.

## Demografía
| Gráfica de evolución demográfica de Picota entre 1999 y 2022 |
|                                                              |
| Datos según el nomenclátor publicado por el INE.             |